# Valle de Araquil

Escudo del valle de Araquil

El Valle de Araquil constituyó en el Antiguo Régimen uno de los valles históricos en los que se agrupaba la población de la Merindad de Pamplona, o de las Montañas.

## Historia
El valle recorrido por el río Araquil contenía en la época alto medieval un conjunto de 44 núcleos de población, de los que 27 ya habían desaparecido a comienzos del siglo XVI. En 1355 Luis de Navarra. Lugarteniente del Reino, en nombre de su hermano Carlos II, establece un núcleo fortificado en el extremo occidental del valle, la villa de Huarte-Araquil, a la que traslada los vecinos de un buen número de poblaciones que desaparecen en esos años. A mediados del siglo XVI quedaban en el valle, junto con la villa de Huarte-Arquil, un conjunto de lugares que ahora constituyen los municipios de Araquil, Arruazu, Irañeta e Irurzun. Irañeta adquirió la condición de villa en 1734; poco antes, en 1731, Eguiarreta, Echarren, Ecay y Zuazu compraron la segregación del valle, formando lo que llamaron «Cendea del medio del Valle de Arquil», pero el resto del valle consiguió en 1737 una sentencia que anuló esa segregación. Las juntas del valle se celebraban en la iglesia de Santiago de Ichasperri, y cada lugar, al igual que Irañeta, elegía sus justicias ordinarias. Mientras que Huarte-Araquil hacía su propuesta al virrey.
El Diccionario de la Real Academia de la Histoira (1802), siguiendo el texto de la Ley LIV de las Cortes de Navarra (1757), incluye también en el valle de Araquil, algunas poblaciones que -al menos hasta el siglo XVI- formaron parte de las Tierras de Aranaz (o Arañáz), En concreto, las villas y lugares incluidos en los actuales municipios de Arbizu, Echarri-Aranaz y Lacunza.

## Instauración de los Ayuntamientos Constitucionales.
La Real Decreto de 28 de noviembre de 1840 estableció la elección de los concejalres de los ayuntamientos según la leyes que rigen en toda la nación. Para la celebración de esas elecciones la Diputación estableció que, en los pueblos que estaban reunidos en valles, los alcaldes que fuesen elegidos por los distintos pueblos eligiesen a uno de ellos para que actuase como diputado del valle. De acuerdo con esta regla, se constituyeron como ayuntamientos independientes los pueblos de Aizcorbe, Ecay, Echarren, Echeverri, Eguiarreta, Erroz, Irurzun, Izurdiaga, Murguindueta, Satrústegui, Urrizola, Yabar y Zuazu, y cada uno de ellos cumplimentó el censo de la matrícula catastral de 1842, proporcionando el número de sus vecinos. Sin embargo, en el censo de 1857 aparece ya solo un único municipio, con el nombre de Araquil.

## Biobliografía
- Pavón, Julia (2001). Poblamiento altomedieval navarro. Base socioeconómica del espacio monárquico. Pamplona: EUNSA. ISBN 978-84-313-1901-4.
- Real Academia de la Historia (1802). Diccionario geográfico-histórico de España, Sección I, Comprende el Reyno de Navarra, Señorío de Vizcaya, y provincias de Álava y Guipúzcoa. Madrid: Imprenta de la viuda de D. Joaquín Ibarra.

- Datos: Q131914543